# Pixels (2010)
Pixels ist ein französischer teilanimierter Kurzfilm von Patrick Jean aus dem Jahr 2010.

## Handlung
Aus einem alten, weggeworfenen Fernseher entweicht eine Pixelwolke, die sich über New York City ergießt. Space Invaders schießen aus der Luft auf die Straße und zerlegen ein Taxi in zahlreiche Pixel-Blöcke, während ein Pac-Man verschiedene U-Bahn-Zugänge auffrisst. Tetris-Blöcke gehen auf die New Yorker Hochhäuser nieder und lassen die einzelnen Wohnblöcke verschwinden, Arkanoid-Kugeln werden mit eigenständigen Paddeln gegen die Brooklyn Bridge geschlagen, sodass diese Stein für Stein abgetragen wird und schließlich in sich zusammenfällt, während Donkey Kong für weiteres Chaos auf den Straßen sorgt und Frogger eilig das Weite sucht. In Folge einer Bombenexplosion übernehmen die Pixel die Macht über die ganze Erdkugel, die zu einem Pixel-Block im All wird.

## Produktion
Patrick Jean nimmt in Pixels auf zahlreiche 8-Bit-Computerspiele bzw. Automatenspiele Bezug, die er in seiner Kindheit gespielt hat. Der Film entstand als Mischung aus Realfilm- und Computeranimationsszenen; die Dreharbeiten der Realszenen fanden innerhalb von zwei Tagen in New York City statt. Jean bezeichnete Filme wie Roger Rabbit und Ghostbusters als Inspirationsquelle für Pixels, der ursprünglich als Musikvideo geplant war.
Pixels wurde im April 2010 zunächst auf Dailymotion im Internet veröffentlicht und innerhalb von 24 Stunden über eine Million Mal angesehen; sechs Tage nach Veröffentlichung war die Zahl der Zuschauer auf über 2 Millionen gestiegen. In der Folge wurde Pixels auch auf zahlreichen Kurz- und Animationsfilmfestivals gezeigt.
Im Juli 2015 kam ein gleichnamiger Spielfilm in die Kinos, der auf dem Kurzfilm basiert.

## Auszeichnungen
Pixels gewann 2011 den Cristal d’Annecy des Festival d’Animation Annecy für den besten Kurzfilm.